# R.530

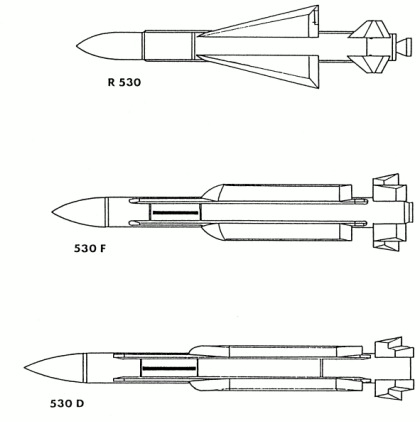
R.530(상) 슈퍼530F(중) 슈퍼530D(하)

R.530은 프랑스의 단거리 공대공 미사일이다.

## 역사
적외선 유도 버전과 세미 액티브 레이다 유도 버전이 따로 있다. 다소 미라주 III의 주무장으로, 동체 하부에 R.530 한 발을 장착했다. 다소 미라주 F1과 보우트 F-8 크루세이더에는 양쪽 날개 밑에 하나씩 2발을 장착했다.
1966년 11월 29일, 이스라엘 공군 다소 미라주 III 전투기가 이집트 공군 미그-19 전투기 2대를 격추했다. 미그기는 이스라엘 영공에서 정찰중이던 이스라엘 정찰기 파이퍼 J-3 컵을 요격비행했다. 첫번째 미그기는 R.530 미사일이 1 마일 정도 날아가 격추했다. 프랑스제 미사일이 공대공 교전에서 최초로 적기를 격추한 사례다. 두번째 미그기는 기관포로 격추했다.

## 같이 보기
- 마트라 R550 매직
- MBDA 미카
- 슈퍼 530